# Court Tomb von Ballintaggart

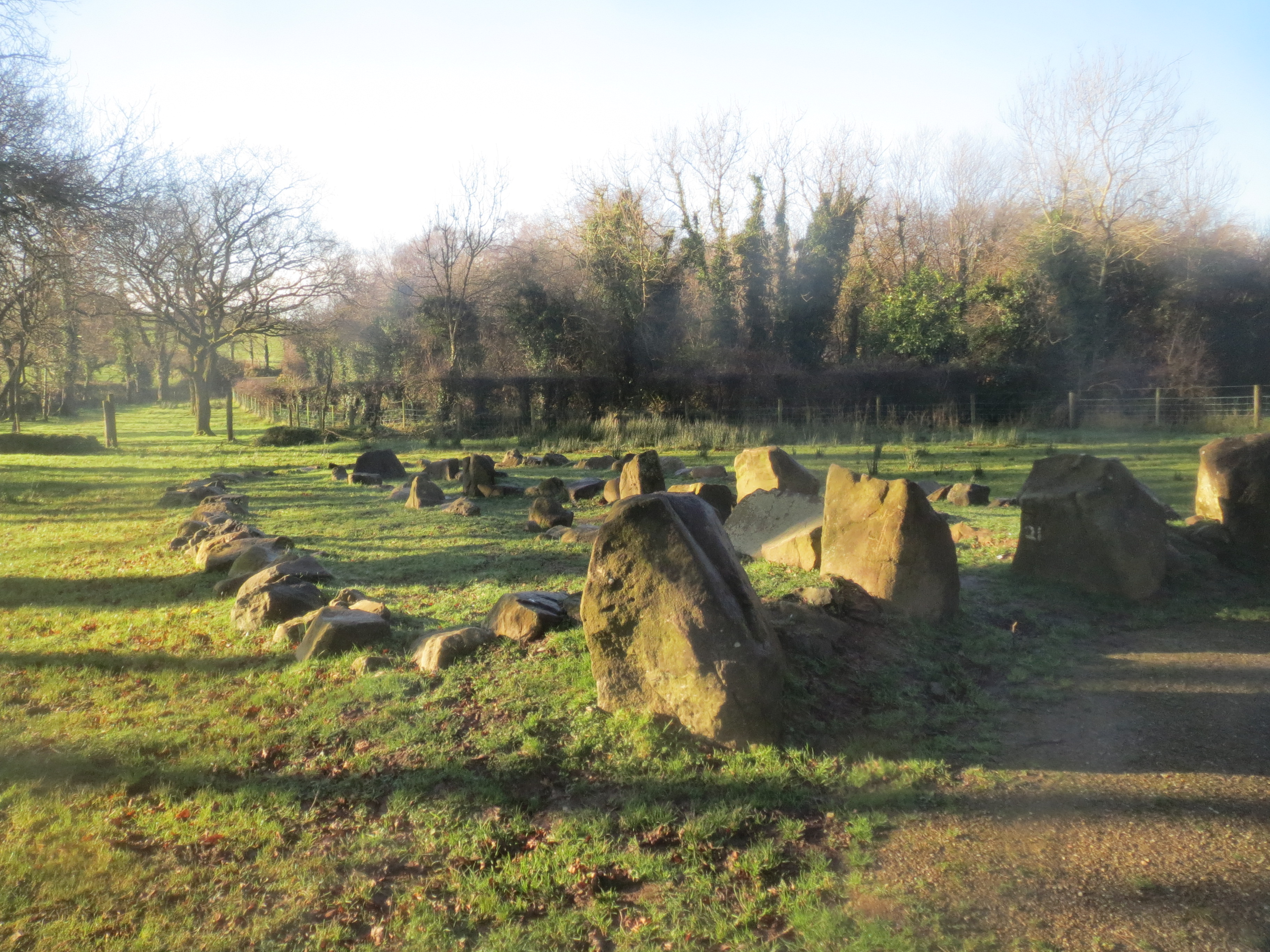
Ballintaggart Court Tomb im Ulster Folk Museum in Cultra

Bei dem Court Tomb von Ballintaggart (irisch Baile an tSagairt) handelt es sich um eine Megalithanlage in Irland.
Court Tombs oder Court Cairns (deutsch „Hofgräber“) gehören zu den Megalithischen Kammergräbern (englisch chambered tombs) der Insel. Sie werden mit etwa 400 Exemplaren nahezu ausschließlich im Norden der Republik Irland bzw. in der Provinz Ulster in Nordirland gefunden.

## Standort
Die Anlage stand ursprünglich im Townland Ballintaggart in der Nähe von Portadown im County Armagh. Wegen der Erweiterung eines Steinbruchs wurde sie 1966 ausgegraben und im Botanischen Garten von Belfast neu errichtet, bis sie 2006 eingelagert wurde. Im Jahr 2023 wurde sie dann im Ulster Folk Museum in Cultra (zwischen Belfast und Bangor) abermals aufgebaut. (Lage dort: 54° 38′ 45,8″ N, 5° 47′ 21,2″ W).

## Beschreibung
Die Vierkammer-Megalithanlage mit dem Rest eines schmalen Hofes (englisch court) besteht aus vier circa 1,3 m hohen Orthostaten, die mit einem Teil des Cairns und der Randsteine erhalten war, ist ein typisches „Double Court Tomb“. Die Länge ist (von Ost nach West) 13 m und die Breite (von Nord nach Süd) ist 6 m.